# Carène liquide
Pour les articles homonymes, voir Carène.

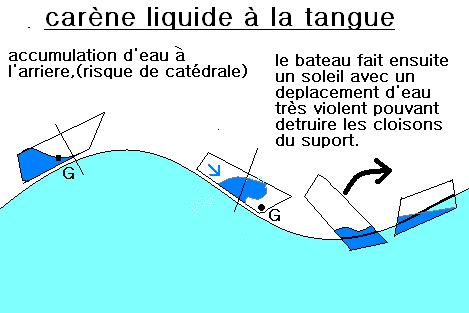
Exemple de carène liquide

La carène liquide désigne un volume de liquide représentant une masse significative susceptible de se déplacer dans la coque d'un bateau en cas de gîte ce qui peut accentuer celle-ci et entraîner éventuellement le chavirage du navire. Cet effet de carène liquide peut être combattu lors de la conception d'un navire par le cloisonnement des compartiments contenant les liquides empêchant le déplacement de ceux-ci. Ainsi plus la masse est excentrée par rapport à l'axe de rotation plus le moment dû au poids de la masse augmente, cela peut donc entraîner le chavirement du navire.
A contrario, la carène liquide peut avoir un effet positif dans le cas d'un chavirage total d'un voilier mât vers le bas. La stabilité est alors négative. Le bateau ne pourra se redresser que lorsqu'il atteindra de nouveau une stabilité positive (aux alentours de 130°). Ce ne sera possible que sous la conjugaison d'une vague assez forte, et de l'effet de carène liquide produit par l'eau embarquée lors du chavirage, en se déplaçant sur un bord.

## Description
Lorsque sur un navire, une capacité (ex : un ballast) n'est ni vide, ni pleine, on remarque que lorsque le navire prend une inclinaison transversale, la surface du liquide dans cette capacité demeure horizontale. Le centre de gravité G de cette masse liquide, qui est également son centre de carène, se déplace, pour de faibles inclinaisons, sur une portion d'arc de cercle dont le centre est le métacentre de la carène liquide en question. Le rayon de ce cercle peut être calculé par la formule de Bouguer : {\displaystyle r_{cl}={I_{\Delta } \over {V}}}
Nota: {\displaystyle I_{\Delta }} est le moment quadratique de la surface libre par rapport à son axe d'inclinaison (exprimé en m⁴) et {\displaystyle V} le volume du liquide dans la capacité (exprimé en m³).
Le poids suspendu peut être assimilé dans l'étude de la stabilité du navire à un déplacement du poids vers le point de suspension, donc un déplacement vertical de poids vers le métacentre de cette carène liquide. Le centre de gravité général du navire se déplacerait donc en proportion vers le haut en une position que l'on nomme {\displaystyle G_{f}} le centre de gravité fluide.
Le MSIT (module de stabilité initial transversal) s'en trouvera diminué de {\displaystyle \varpi \times I_{\Delta }}. Lorsqu'il existe plusieurs capacités, la perte globale de stabilité sera la somme des pertes: {\displaystyle \sum {{\varpi }\times I_{\Delta }}}
Nota: {\displaystyle \varpi } est la masse volumique du liquide.
Cette perte potentielle de stabilité pouvant être importante, les ballasts sont cloisonnés longitudinalement à la construction de manière à limiter les déplacements des liquides. Le calcul montre que rajouter n cloisons longitudinales revient à diviser la perte de stabilité par (n+1)².
Les ferries et rouliers en général sont très sensibles à ce problème, car sur ces navires, le pont garage est très vaste et peu cloisonné, et une entrée d'eau dans ce compartiment engendre des pertes de stabilité importantes par effet de carène liquide.

## Exemples historiques
Les inondations, les fuites dans des cargaison liquide involontaire (dues aux précipitations, aux vagues ou aux dommages à la coque) dans n'importe quel compartiment ou sur n'importe quel pont d'embarcation, et l'effet de carène liquide qui en résulte sont souvent une cause d'accidents, de chavirement et de naufrage, comme celui du TEV Wahine (Wellington, Nouvelle-Zélande, avril 1968), du MS Herald of Free Enterprise (Zeebruges, Belgique, mars 1987) et de MS Estonia (Baltic Sea, septembre 1994). Dans le cas du traversier RORO al-Salam Boccaccio 98 (mer Rouge, février 2006), des procédures de lutte contre l'incendie inadéquates ont provoqué des inondations qui ont provoqué directement l'instabilité et le chavirement. Dans les deux cas du Al-Salam Boccaccio 98 et de la Costa Concordia, une forte gîte a suivi immédiatement après que le navire a subi un virage serré, provoquant une montée en flèche des volumes d'eau instables (à cause des avaries causées par la collision) d'un côté à l'autre du navire.[pas clair]